# Peter Matthews
Peter Matthews, född den 13 november 1989 i Kingston, är en jamaicansk friidrottare.
Han tog OS-silver på 4 x 400 meter stafett i samband med de olympiska friidrottstävlingarna 2016 i Rio de Janeiro..